# Kanton Millau-1
Millau-1 is een kanton van het Franse departement Aveyron. Het kanton maakt deel uit van het arrondissement Millau. Bij toepassing van het decreet van 21 februari 2014,  zijn op 22 maart 2015 de beide kantons van Millau opgeheven en is de stad herverdeeld over twee nieuwe kantons: Kanton Millau-1 en -2. Met de gemeenten van het kanton Millau-Ouest en een deel van de stad werd het kanton Millau-1 gevormd.

## Gemeenten
Het kanton Millau-1 omvat de volgende gemeenten:
| Gemeente                    | Inwoners (2014) |
| --------------------------- | --------------- |
| Comprégnac                  | 247             |
| Creissels                   | 1588            |
| Millau (deels, hoofdplaats) | 10.916          |
| Saint-Georges-de-Luzençon   | 1546            |